# Istočnohuonski jezici
Istočnohuonski jezici, podskupona huonskih jezika s Papue Nove Gvineje rašireni u provinciji Morobe. Pripada mu osam jezika
- Borong ili Kosorong, Yangeborong [ksr]; 2.200 (2000 SIL).
- Dedua [ded] ; 6.500 (2000 popis), i
- Kâte ili Kai, Kâte Dong [kmg]; 20.000 (2011 M. Muhujupe).
- Kube ili Hube, Mongi [kgf]; 7.500 (2000 census),
- Mape [mlh]; 1.700 (2000 census).
- Migabac [mpp]; 2,600 (2010 SIL).
- Momare [msz]; 650 (2003 SIL); Etničkih 800, ali nitk oga više ne govori kao prvim jezikom
- Sene [sej]; 10 ili manje (1978 McElhanon);[2] danas izumro[3]

## Vanjske poveznice
- Ethnologue 14th  Arhivirana inačica izvorne stranice od 5. ožujka 2016. (Wayback Machine)
- Ethnologue 15th[neaktivna poveznica]
- Ethnologue 16th[neaktivna poveznica]